# 鄭炳 (光緒進士)
鄭炳（?—?），山西省太原府陽曲縣人，清朝政治人物、同進士出身。
光緒二十年（1894年），参加光緒甲午科殿試，登進士三甲57名。同年五月，著交吏部掣签分发各省，以知县即用。